# A Moment of Romance
Série
A Moment of Romance 2
(1993)
Pour plus de détails, voir Fiche technique et Distribution.
A Moment of Romance (天若有情, Tian ruo you qing) est un film hongkongais réalisé par Benny Chan, sorti le 14 juin 1990. Andy Lau reprendra son personnage de Wah Dee dans Prince Charming (1999).

## Synopsis
Wah Dee est un jeune voyou pauvre et orphelin, membre d'une triade qui, lors du braquage d'une bijouterie, prend la jeune Jo Jo en otage pour couvrir sa fuite. Ils finiront par rapidement tomber amoureux l'un de l'autre, mais la police et les membres de la triade qui aimeraient l'éliminer pour ne pas être identifiés ne leur laisseront aucun répit.

## Fiche technique
- Titre : A Moment of Romance
- Titre original : 天若有情 (Tian ruo you qing)
- Réalisation : Benny Chan
- Scénario : James Yuen
- Production : Wallace Chung, Johnnie To, Ringo Lam et Wong Jing
- Musique : Law Tai-Yau et Fabio Carli
- Photographie : Horace Wong
- Montage : Wong Ming-Kwong
- Décors : Catherine Hun et Ise Cheng
- Pays d'origine : Hong Kong
- Format : Couleurs - 1,85:1 - Dolby Digital - 35 mm
- Genre : Film de gangsters, drame, romance et action
- Durée : 88 minutes
- Date de sortie : 14 juin 1990 (Hong Kong)

## Distribution
- Andy Lau : Wah Dee
- Ng Man-tat : Rambo
- Wong Kwong-leung : Trumpet
- Jacklyn Wu : Jo Jo Huen
- Chu Tiet-wo : Frère Seven
- Lau Kong : Kong
- Leung Shan : La mère de Jo Jo

## Récompenses
- Prix du meilleur second rôle masculin (Ng Man-Tat) et nomination au prix du meilleur jeune espoir féminin (Wu Chien-Lien), meilleure musique et meilleure chanson (Yuen Fung-Ying, pour Tin Yeuk Yau Ching), lors des Hong Kong Film Awards 1991.